# Élections législatives de 1997 dans le Var
Les élections législatives françaises de 1997 se déroulent le 25 mai et le 1er juin 1997. Dans le département du Var, sept députés sont à élire dans le cadre de sept circonscriptions.

## Élus
| Circonscription | Député sortant                                              | Parti | Parti    | Député élu ou réélu      | Parti | Parti    |
| --------------- | ----------------------------------------------------------- | ----- | -------- | ------------------------ | ----- | -------- |
| 1re             | Daniel Colin                                                |       | UDF (PR) | Jean-Marie Le Chevallier |       | FN       |
| 2e              | Louis Colombani                                             |       | UDF (PR) | Robert Gaïa              |       | PS       |
| 3e              | Philippe de La Lombardière de Canson suppléant de Yann Piat |       | RPR      | Jean-Pierre Giran        |       | RPR      |
| 4e              | Jean-Michel Couve                                           |       | RPR      | Jean-Michel Couve        |       | RPR      |
| 5e              | François Léotard                                            |       | UDF (PR) | François Léotard         |       | UDF (PR) |
| 6e              | Hubert Falco                                                |       | UDF (PR) | Maurice Janetti          |       | PS       |
| 7e              | Arthur Paecht                                               |       | UDF (PR) | Arthur Paecht            |       | UDF (PR) |

## Résultats

### Résultats à l'échelle du département
| Parti          | Parti                                     | Premier tour | Premier tour | Second tour | Second tour | Sièges |
| Parti          | Parti                                     | Voix         | %            | Voix        | %           | Sièges |
| -------------- | ----------------------------------------- | ------------ | ------------ | ----------- | ----------- | ------ |
|                | Union pour la démocratie française        | 68 967       | 18,42        | 100 292     | 26,68       | 2      |
|                | Rassemblement pour la République          | 32 984       | 8,81         | 66 965      | 17,81       | 2      |
|                | Divers droite                             | 15 061       | 4,02         |             |             | 0      |
|                | La Droite indépendante                    | 11 402       | 3,05         | 0           |             |        |
|                | Mouvement des réformateurs                | 2 703        | 0,72         | 0           |             |        |
|                | Droite parlementaire                      | 131 117      | 35,03        | 167 257     | 44,49       | 4      |
|                |                                           |              |              |             |             |        |
|                | Parti socialiste                          | 69 379       | 18,53        | 93 603      | 24,90       | 2      |
|                | Parti communiste français                 | 35 665       | 9,53         |             |             | 0      |
|                | Parti radical-socialiste                  | 7 626        | 2,04         | 0           |             |        |
|                | Les Verts                                 | 5 827        | 1,56         | 0           |             |        |
|                | Mouvement des citoyens dont Divers gauche | 7 678        | 2,05         | 0           |             |        |
|                | Gauche plurielle                          | 126 175      | 33,71        | 93 603      | 24,90       | 2      |
|                |                                           |              |              |             |             |        |
|                | Front national                            | 97 476       | 26,04        | 115 112     | 30,62       | 1      |
|                | Divers écologiste dont LT-LNÉ, MÉI et GÉ  | 16 703       | 4,46         |             |             | 0      |
|                | Extrême gauche dont LO et PT              | 1 320        | 0,35         | 0           |             |        |
|                | Divers                                    | 1 107        | 0,30         | 0           |             |        |
|                | Extrême droite                            | 441          | 0,12         | 0           |             |        |
|                |                                           |              |              |             |             |        |
| Inscrits       | Inscrits                                  | 596 752      | 100,00       | 596 750     | 100,00      | 7      |
| Abstentions    | Abstentions                               | 208 009      | 34,86        | 187 402     | 31,4        |        |
| Votants        | Votants                                   | 388 743      | 65,14        | 409 348     | 68,6        |        |
| Blancs et nuls | Blancs et nuls                            | 14 404       | 3,71         | 33 376      | 8,15        |        |
| Exprimés       | Exprimés                                  | 374 339      | 96,29        | 375 972     | 91,85       |        |

### Résultats par circonscription

#### Première circonscription (Toulon-Centre)
| Candidat       | Candidat                     | Parti          | Premier tour | Premier tour | Second tour | Second tour |  |
| Candidat       | Candidat                     | Parti          | Voix         | %            | Voix        | %           |  |
| -------------- | ---------------------------- | -------------- | ------------ | ------------ | ----------- | ----------- |  |
|                | Jean-Marie Le Chevallier élu | FN             | 10 471       | 32,4         | 16 420      | 53,17       |  |
|                | Odette Casanova              | PS             | 8 604        | 26,62        | 14 463      | 46,83       |  |
|                | Daniel Colin sortant         | UDF (PR)       | 6 463        | 20           |             |             |  |
|                | Marc Bayle                   | Divers droite  | 4 010        | 12,41        |             |             |  |
|                | René Cavanna                 | GÉ             | 779          | 2,41         |             |             |  |
|                | Jacques Croidieu             | LDI (CNIP)     | 701          | 2,17         |             |             |  |
|                | Michel Pizzole               | MÉI            | 488          | 1,51         |             |             |  |
|                | Maurice Groult               | Divers         | 313          | 0,97         |             |             |  |
|                | Félix Diot                   | LT-LNÉ         | 247          | 0,76         |             |             |  |
|                | Antoine Di Iorio             | Divers droite  | 245          | 0,76         |             |             |  |
|                |                              |                |              |              |             |             |  |
| Inscrits       | Inscrits                     | Inscrits       | 52 421       | 100,00       | 52 421      | 100,00      |  |
| Abstentions    | Abstentions                  | Abstentions    | 19 130       | 36,49        | 18 195      | 34,71       |  |
| Votants        | Votants                      | Votants        | 33 291       | 63,51        | 34 226      | 65,29       |  |
| Blancs et nuls | Blancs et nuls               | Blancs et nuls | 970          | 2,91         | 3 343       | 9,77        |  |
| Exprimés       | Exprimés                     | Exprimés       | 32 321       | 97,09        | 30 883      | 90,23       |  |

#### Deuxième circonscription (Toulon-Nord)
| Candidat       | Candidat                | Parti          | Premier tour | Premier tour | Second tour | Second tour |  |
| Candidat       | Candidat                | Parti          | Voix         | %            | Voix        | %           |  |
| -------------- | ----------------------- | -------------- | ------------ | ------------ | ----------- | ----------- |  |
|                | Jean-Claude Lunardelli  | FN             | 10 449       | 30,05        | 16 156      | 47,32       |  |
|                | Robert Gaïa élu         | PS (PRS)       | 7 241        | 20,82        | 17 988      | 52,68       |  |
|                | Louis Colombani sortant | UDF (PR)       | 5 907        | 16,99        |             |             |  |
|                | Danielle de March       | PCF            | 4 105        | 11,8         |             |             |  |
|                | Philippe Goetz          | Divers droite  | 3 129        | 9            |             |             |  |
|                | Jean-Pierre Rinaldi     | LDI (MPF)      | 928          | 2,67         |             |             |  |
|                | Renée Chelli            | GÉ             | 865          | 2,49         |             |             |  |
|                | Jean-Marc Journet       | Les Verts      | 627          | 1,8          |             |             |  |
|                | Sophie Giuli            | Divers         | 387          | 1,11         |             |             |  |
|                | Josiane Tognetti        | MÉI            | 372          | 1,07         |             |             |  |
|                | Bernard Webanck         | LT-LNÉ         | 369          | 1,06         |             |             |  |
|                | Didier Maïsto           | MDR            | 252          | 0,72         |             |             |  |
|                | Serge Tonti             | Divers droite  | 143          | 0,41         |             |             |  |
|                |                         |                |              |              |             |             |  |
| Inscrits       | Inscrits                | Inscrits       | 55 440       | 100,00       | 55 440      | 100,00      |  |
| Abstentions    | Abstentions             | Abstentions    | 19 525       | 35,22        | 17 856      | 32,21       |  |
| Votants        | Votants                 | Votants        | 35 915       | 64,78        | 37 584      | 67,79       |  |
| Blancs et nuls | Blancs et nuls          | Blancs et nuls | 1 141        | 3,18         | 3 440       | 9,15        |  |
| Exprimés       | Exprimés                | Exprimés       | 34 774       | 96,82        | 34 144      | 90,85       |  |

#### Troisième circonscription (Hyères)
| Candidat       | Candidat                     | Parti          | Premier tour | Premier tour | Second tour | Second tour |  |
| Candidat       | Candidat                     | Parti          | Voix         | %            | Voix        | %           |  |
| -------------- | ---------------------------- | -------------- | ------------ | ------------ | ----------- | ----------- |  |
|                | Philippe de David-Beauregard | FN             | 15 593       | 26,37        | 19 834      | 35,81       |  |
|                | Jean-Pierre Giran élu        | RPR            | 13 066       | 22,09        | 35 560      | 64,19       |  |
|                | Jacques de Lustrac           | PRS (PS)       | 7 626        | 12,89        |             |             |  |
|                | Joël Canapa                  | PCF            | 6 071        | 10,27        |             |             |  |
|                | Léopold Ritondale            | Divers droite  | 5 669        | 9,59         |             |             |  |
|                | Roland Joffre                | Divers gauche  | 4 128        | 6,98         |             |             |  |
|                | Claude Rollandin             | LDI (MPF)      | 2 007        | 3,39         |             |             |  |
|                | Jean-René Cavanna            | GÉ             | 1 391        | 2,35         |             |             |  |
|                | Jean-Claude Alberigo         | Les Verts      | 1 138        | 1,92         |             |             |  |
|                | Armand Ramos                 | LT-LNÉ         | 759          | 1,28         |             |             |  |
|                | Alain Jaubert                | MDC            | 620          | 1,05         |             |             |  |
|                | Jean-Claude Grosse           | Divers droite  | 570          | 0,96         |             |             |  |
|                | Philippe Marie               | Extrême droite | 214          | 0,36         |             |             |  |
|                | Charles Ciccolini            | IR             | 169          | 0,29         |             |             |  |
|                | Denis Parra                  | Divers         | 120          | 0,2          |             |             |  |
|                |                              |                |              |              |             |             |  |
| Inscrits       | Inscrits                     | Inscrits       | 93 867       | 100,00       | 93 867      | 100,00      |  |
| Abstentions    | Abstentions                  | Abstentions    | 32 362       | 34,48        | 31 020      | 33,05       |  |
| Votants        | Votants                      | Votants        | 61 505       | 65,52        | 62 847      | 66,95       |  |
| Blancs et nuls | Blancs et nuls               | Blancs et nuls | 2 364        | 3,84         | 7 453       | 11,86       |  |
| Exprimés       | Exprimés                     | Exprimés       | 59 141       | 96,16        | 55 394      | 88,14       |  |

#### Quatrième circonscription (Draguignan)
| Candidat       | Candidat                        | Parti             | Premier tour | Premier tour | Second tour | Second tour |  |
| Candidat       | Candidat                        | Parti             | Voix         | %            | Voix        | %           |  |
| -------------- | ------------------------------- | ----------------- | ------------ | ------------ | ----------- | ----------- |  |
|                | Jean-Michel Couve sortant réélu | RPR               | 19 918       | 32,45        | 31 405      | 46,14       |  |
|                | Christian Martin                | PS                | 16 805       | 27,38        | 25 586      | 37,59       |  |
|                | Jean-Louis Bouguereau           | FN                | 14 478       | 23,59        | 11 071      | 16,27       |  |
|                | Jean-Pierre Nardini             | PCF               | 3 704        | 6,03         |             |             |  |
|                | Hervé Goudard                   | LDI (MPF)         | 1 935        | 3,15         |             |             |  |
|                | Thierry Salerno                 | GÉ                | 1 522        | 2,48         |             |             |  |
|                | Marie-Chantal Montalescot       | MÉI               | 989          | 1,61         |             |             |  |
|                | Gérard Tautil                   | Divers écologiste | 578          | 0,94         |             |             |  |
|                | Christian Hermet                | US4J              | 508          | 0,83         |             |             |  |
|                | Jean Frizzi                     | LT-LNÉ            | 432          | 0,7          |             |             |  |
|                | Brigitte Gaboriaud              | Divers            | 287          | 0,47         |             |             |  |
|                | Didier Lacoste                  | Extrême droite    | 227          | 0,37         |             |             |  |
|                |                                 |                   |              |              |             |             |  |
| Inscrits       | Inscrits                        | Inscrits          | 94 917       | 100,00       | 94 908      | 100,00      |  |
| Abstentions    | Abstentions                     | Abstentions       | 31 073       | 32,74        | 25 025      | 26,37       |  |
| Votants        | Votants                         | Votants           | 63 844       | 67,26        | 69 883      | 73,63       |  |
| Blancs et nuls | Blancs et nuls                  | Blancs et nuls    | 2 461        | 3,85         | 1 821       | 2,61        |  |
| Exprimés       | Exprimés                        | Exprimés          | 61 383       | 96,15        | 68 062      | 97,39       |  |

#### Cinquième circonscription (Fréjus)
| Candidat       | Candidat                       | Parti          | Premier tour | Premier tour | Second tour | Second tour |  |
| Candidat       | Candidat                       | Parti          | Voix         | %            | Voix        | %           |  |
| -------------- | ------------------------------ | -------------- | ------------ | ------------ | ----------- | ----------- |  |
|                | François Léotard sortant réélu | UDF (PR)       | 18 533       | 35,21        | 30 200      | 62,71       |  |
|                | Jean-Pierre Risgalla           | FN             | 14 095       | 26,78        | 17 956      | 37,29       |  |
|                | Monique Prot                   | PS             | 10 313       | 19,59        |             |             |  |
|                | Bernard Barbagelata            | PCF            | 3 183        | 6,05         |             |             |  |
|                | Bruno Septz                    | GÉ             | 2 742        | 5,21         |             |             |  |
|                | Philippe Martinez de Campos    | LDI (MPF)      | 2 168        | 4,12         |             |             |  |
|                | Fabienne Meinau                | US4J           | 680          | 1,29         |             |             |  |
|                | Maryse Retali                  | LT-LNÉ         | 460          | 0,87         |             |             |  |
|                | Dominique Casagrande           | Divers gauche  | 459          | 0,87         |             |             |  |
|                |                                |                |              |              |             |             |  |
| Inscrits       | Inscrits                       | Inscrits       | 85 574       | 100,00       | 85 581      | 100,00      |  |
| Abstentions    | Abstentions                    | Abstentions    | 30 872       | 36,08        | 29 515      | 34,49       |  |
| Votants        | Votants                        | Votants        | 54 702       | 63,92        | 56 066      | 65,51       |  |
| Blancs et nuls | Blancs et nuls                 | Blancs et nuls | 2 069        | 3,78         | 7 910       | 14,11       |  |
| Exprimés       | Exprimés                       | Exprimés       | 52 633       | 96,22        | 48 156      | 85,89       |  |

#### Sixième circonscription (Brignoles)
| Candidat       | Candidat            | Parti          | Premier tour | Premier tour | Second tour | Second tour |  |
| Candidat       | Candidat            | Parti          | Voix         | %            | Voix        | %           |  |
| -------------- | ------------------- | -------------- | ------------ | ------------ | ----------- | ----------- |  |
|                | Josette Pons        | UDF (PR)       | 22 662       | 29,04        | 34 516      | 40,46       |  |
|                | Maurice Janetti élu | PS             | 18 151       | 23,26        | 35 566      | 41,69       |  |
|                | Jacques Tudury      | FN             | 17 470       | 22,39        | 15 222      | 17,84       |  |
|                | Guy Guigou          | PCF            | 12 107       | 15,52        |             |             |  |
|                | Arlette Aude        | LDI (MPF)      | 2 624        | 3,36         |             |             |  |
|                | Christine Cavanna   | GÉ             | 2 520        | 3,23         |             |             |  |
|                | Jean Masse          | Les Verts      | 2 494        | 3,2          |             |             |  |
|                |                     |                |              |              |             |             |  |
| Inscrits       | Inscrits            | Inscrits       | 117 961      | 100,00       | 117 959     | 100,00      |  |
| Abstentions    | Abstentions         | Abstentions    | 36 761       | 31,16        | 29 987      | 25,42       |  |
| Votants        | Votants             | Votants        | 81 200       | 68,84        | 87 972      | 74,58       |  |
| Blancs et nuls | Blancs et nuls      | Blancs et nuls | 3 172        | 3,91         | 2 668       | 3,03        |  |
| Exprimés       | Exprimés            | Exprimés       | 78 028       | 96,09        | 85 304      | 96,97       |  |

#### Septième circonscription (La Seyne-sur-Mer)
| Candidat       | Candidat                    | Parti          | Premier tour | Premier tour | Second tour | Second tour |  |
| Candidat       | Candidat                    | Parti          | Voix         | %            | Voix        | %           |  |
| -------------- | --------------------------- | -------------- | ------------ | ------------ | ----------- | ----------- |  |
|                | Arthur Paecht sortant réélu | UDF (PR)       | 15 402       | 27,47        | 35 576      | 65,85       |  |
|                | Jean-Claude Pons            | FN             | 14 920       | 26,61        | 18 453      | 34,15       |  |
|                | Mireille Peirano            | PS             | 8 265        | 14,74        |             |             |  |
|                | Philippe Arcamone           | PCF            | 6 495        | 11,59        |             |             |  |
|                | Patrick Martinenq           | MDR            | 2 451        | 4,37         |             |             |  |
|                | Elise Beltrame              | Les Verts      | 1 568        | 2,8          |             |             |  |
|                | Toussaint Codaccioni        | MDC            | 1 114        | 1,99         |             |             |  |
|                | Jean-Pierre Chênevoy        | LDI (MPF)      | 1 039        | 1,85         |             |             |  |
|                | René Mercier                | GÉ             | 1 002        | 1,79         |             |             |  |
|                | Jean-Michel Ghiotto         | LO             | 974          | 1,74         |             |             |  |
|                | Jean-Yves Le Dreff          | Divers droite  | 794          | 1,42         |             |             |  |
|                | Philippe Guinet             | MÉI            | 609          | 1,09         |             |             |  |
|                | Eric Tallès                 | LT-LNÉ         | 579          | 1,03         |             |             |  |
|                | Hervé Veyssière             | Divers droite  | 501          | 0,89         |             |             |  |
|                | Rolando Galli               | PT             | 346          | 0,62         |             |             |  |
|                |                             |                |              |              |             |             |  |
| Inscrits       | Inscrits                    | Inscrits       | 96 572       | 100,00       | 96 574      | 100,00      |  |
| Abstentions    | Abstentions                 | Abstentions    | 38 286       | 39,65        | 35 804      | 37,07       |  |
| Votants        | Votants                     | Votants        | 58 286       | 60,35        | 60 770      | 62,93       |  |
| Blancs et nuls | Blancs et nuls              | Blancs et nuls | 2 227        | 3,82         | 6 741       | 11,09       |  |
| Exprimés       | Exprimés                    | Exprimés       | 56 059       | 96,18        | 54 029      | 88,91       |  |